# La casa de Arden
La Casa de Arden, título original en inglés The House of Arden, es una novela infantil de la autora inglesa Edith Nesbit que fue publicada en 1908.

## Argumento
Un niño llamado Edred Arden hereda el título de Lord Arden y el Castillo de Arden, en estado de ruina. Junto con su hermana Elfrida buscan el tesoro perdido de las Ardenas y, con la ayuda del mágico Mouldiwarp, viajan en el tiempo en busca de pistas. Entre los eventos pasados que presencian se incluyen:
- 1807: La invasión planeada por Napoleón al Reino Unido, la respuesta militar británica y el contrabando alrededor de la bahía de Dymchurch (llamada "Lymchurch" en la historia)
- c. 1705: visita del "Chevalier St. George" (el Viejo Pretendiente) durante el reinado de la reina Ana de Gran Bretaña
- 1605: la Conspiración de la pólvora y un encuentro con Sir Walter Raleigh en la Torre de Londres, del que los niños escapan utilizando la misma estratagema que utilizó Lady Nithsdale en 1717
- ca. 1535: celebración del Primero de Mayo con Ana Bolena y Enrique VIII, con premoniciones de la ejecución de Ana.

El episodio final, en el que los niños rescatan a su padre de una civilización perdida en Sudamérica, recuerda a las leyendas de El Dorado y otras Ciudades de Oro.

## Secuela
En 1909 se publicó una secuela de la novela, Harding's Luck.

## Influencia
El uso de un par de personajes, un hermano y una hermana llamados Edred y Elfrida, que viajan en el tiempo desde la Inglaterra eduardiana, guiados por un personaje mágico, Mouldiwarp, encontrándose siempre con un par de personajes similares en cada uno de los siglos anteriores que visita, es el elemento central de la trama del libro. El intento inédito de J. R. R. Tolkien de escribir una novela sobre viajes en el tiempo, The Lost Road, funciona de la misma manera. The Lost Road tiene parejas de padre e hijo llamadas Edwin/Elwin, Eadwine/Aelfwine, Audoin/Alboin, Amandil/Elendil (todos significan "amigo de Bliss/amigo de los elfos" en inglés antiguo, alto alemán antiguo y lombardo). Edred y Elfrida de Nesbit también tienen, según la erudita de Tolkien Virginia Luling, nombres en inglés antiguo "intrigantes" similares a los de los personajes emparejados de Tolkien; Edred es "Consejo de felicidad", mientras que Elfrida es "Fuerza de elfo".